# Buchenwaldi koncentrációs tábor
A buchenwaldi koncentrációs tábor a náci Németország által a Weimar mellett fekvő dombok között 1937 júliusától 1945 márciusáig működtetett koncentrációs tábor volt. Buchenwaldban és szatellit-táboraiban ez idő alatt mintegy 240 000 ember fordult meg Európa minden országából, ebből 43 000 halt meg fogva tartása alatt különböző okokból. A tábor lakói elsősorban kényszermunkásként dolgoztak a közeli hadiüzemekben.
A tábor lakói zsidók, politikai foglyok és hadifoglyok voltak. 1944-ben nagy számú magyarországi zsidó érkezett Auschwitzból Buchenwaldba, akik zömét rövid itt-tartózkodás után a környékbeli szatellit-táborokba szállították tovább, hogy hadiüzemekben dolgoztassák őket.
Buchenwaldnak a nácik a következő jelmondatot adták: „Mindenkinek a magáét” (Jedem das Seine). A tábort az amerikai csapatok közeledtével a németek részben kiürítették, ezt követően a fogvatartottak szabadították fel. Ebben aktív szerepet játszottak a magyar foglyok, mint például Kroó László, Gáti Ödön, Kolonits Ferenc és még sokan mások.
A tábort 1945 és 1950 között, kettes számú különleges tábor néven, a szovjet megszálló csapatok működtették tovább a német politikai foglyok büntetőtáboraként. Hivatalos szovjet adatok szerint 28 ezer foglyot őriztek a lágerben, közülük 7113 halt meg.

## A foglyok helyzete

### A foglyok munkája
A környéken létrehozott hatalmas Thyssen-, Krupp-, I. G. Farben- és Siemens-üzemekben, fegyvergyárakban és kőbányákban a foglyok igen rossz körülmények között töltötték a munkanapokat.

### A fogvatartás körülményei
Több barakkot állítottak fel a táborban. Ezek fűtetlen faházak voltak, földpadlóval, bennük kialakított emeletes priccsekkel. Visszaemlékezők így írnak Buchenwaldba történő megérkezésükről:
Három nap múlva elvittek azután Buchenwaldba, ebben a transzportban 1100-an voltunk. Az útra kaptunk kenyeret, margarint és wurstot. Az utazás elég kényelmes volt, kevesen voltunk a vagonban. Újabb fürösztés után barakkokban helyeztek el bennünket, mindenkinek volt külön ágya, 600-an voltunk egy barakkban. Négyszer naponta kaptunk enni. Itt sem dolgoztunk még, csak appelt álltunk, ami abból állott, hogy naponta három órán át kellett az udvaron álldogálni.…
…bevagoníroztak bennünket vagonokba és megállás nélkül Buchenwaldba vittek. Buchenwaldban először minden dolgunkat lerakatták és teljesen meztelenül bevittek a fürdőbe, ahol mindenkit leszőrtelenítettek, majd pedig kaptunk egy könnyű nadrágot, facipőt, egy rongyos inget és csíkos fegyenc kiskabátot. Mindezt november hónapban. Az úgynevezett sátrakba kerültünk a lágerben, ahol fél méter hosszú boxban feküdtünk. Hosszú órákon keresztül kellett Appelt állni, fagyos időben, esőben úgy, hogy reszkettünk a hidegtől. Élelmezés nagyon rossz volt. Egy hét múlva a szakmunkásokat kihívták. Az apám és én mázolómestereknek jelentkeztünk, abból kiindulva, hogy mint szakemberek egymás mellé kerülhetünk: és egy gyárnak a főmérnöke és munkavezetője kiválasztott bennünket és negyvened magunkkal november 27 -én Buchenwaldból Altenburgba vittek, ahol Hasag muníciógyár lágerében helyeztek el. A láger maga higiénikus szempontból teljesen megfelelő volt.

### A kegyetlenkedések

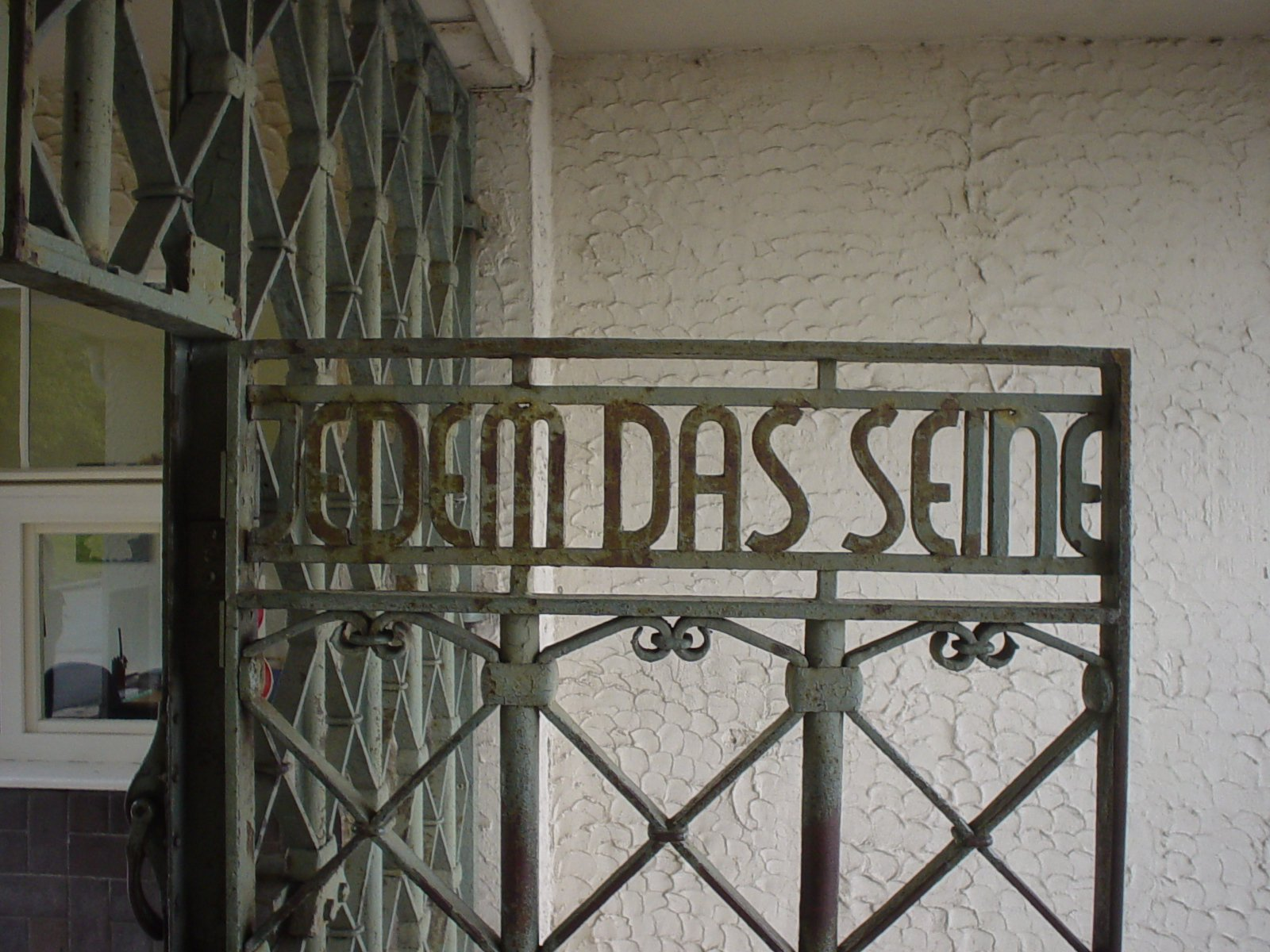
A tábor kapuja a felirattal: Jedem das seine („Mindenkinek a magáét”)

1940 januárjában vagy februárjában a buchenwaldi koncentrációs táborban, 250 cigány gyermeken próbálták ki először a gázkamrában való tömeges kivégzést. Egyben ez volt az első Zyklon–B-vel történt kivégzés is.
Estétől reggelig a náci mércével is szadista Otto Karl Koch parancsnok és klientúrája kínzásainak voltak kitéve: gyakoriak voltak a kikötések, az akasztások és agyonverések. Eközben Koch példátlan korrupciós hálózatot épített ki. Ellopta és eladta az élelmet, a munkaerőért járó fizetést zsebre tette, fényűző körülmények között élt. 

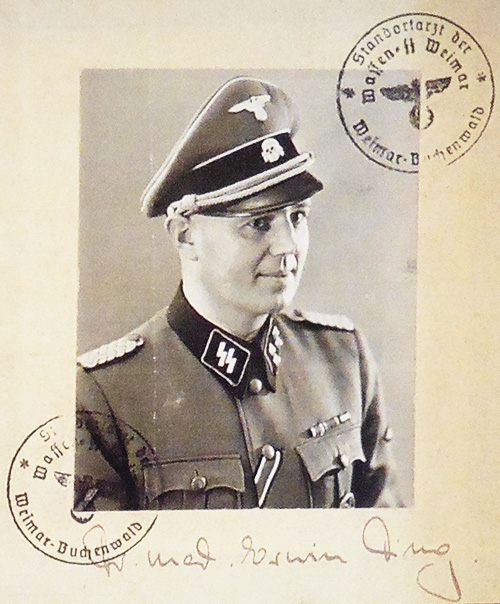
Erwin-Ding Schuler doktor azt vizsgálta, hogy a 392 „önkéntes” szervezete hogyan reagál a tífusz ellen beadott oltóanyagra

A buchenwaldi lágerben Erwin-Ding Schuler doktor azt vizsgálta, hogy a 392 „önkéntes” szervezete hogyan reagál a tífusz ellen beadott oltóanyagra; sokan pusztultak el az értelmetlen tífuszkísérletek során.
Koch Még egy állatkertet is létrehozott, ahová az SS-ek jártak családjukkal. A foglyok irigykedve nézték, amint a medvéket mézzel és lekvárral táplálják, mialatt ők éheznek. Koch ellen 1941-ben sikkasztás miatt vizsgálat indult, de Himmler közbelépésének köszönhetően csak áthelyezték a majdaneki (Lublin) tábor élére. Itt azonban folytatta üzelmeit, különösen sok szlovák zsidóktól elvett értéktárgyat lopott, ezért 1942-ben letartóztatták. Később egy SS-bíróság elítélte és közvetlenül a háború vége előtt, 1945. április 26-án kivégezték.
Az SS-kommandó a foglyoktól minden értéket elvett (ékszerek, aranyfogak, használati tárgyak), kihasználták a hatalmi helyzetüket és külön munkára vitték őket a saját vagyonuk gyarapításának érdekében.
Buchenwaldban összesen 240 ezer embert tartottak fogságban hosszabb-rövidebb ideig, közülük 43 ezren meghaltak.

## A táboron belüli ellenállási mozgalom

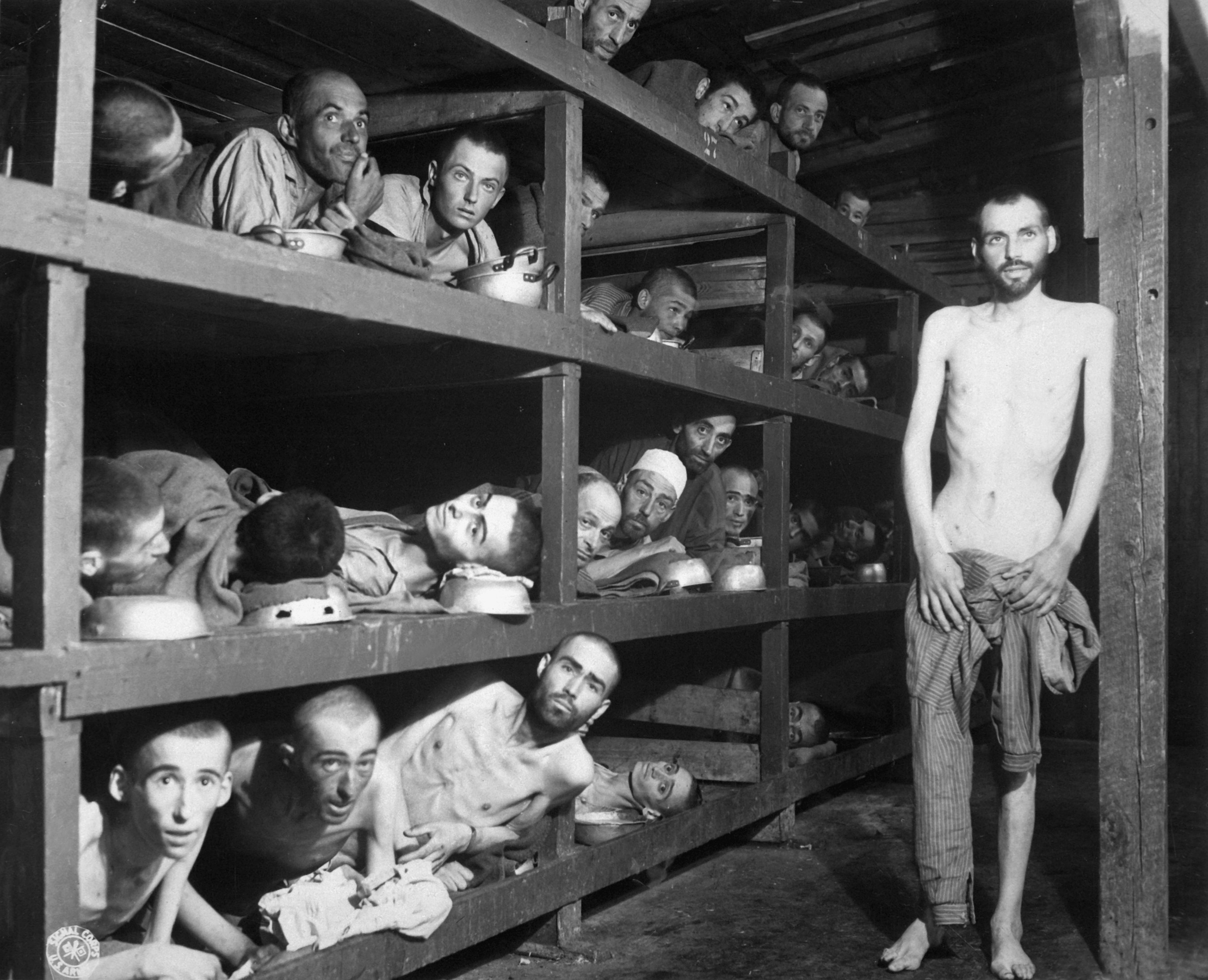
Túlélők öt nappal a felkelés és felszabadulás után (1945. április 16.)

A táborban igen erős volt a kommunisták által irányított ellenállási mozgalom, amely megpróbálta javítani az általános körülményeket, és hatásosan szabotálta a hadiipari termelést. Évekig szervezték felkelésüket, és mindent ennek rendeltek alá: elsősorban a katonai tapasztalatokkal rendelkezőket és az erőseket akarták kímélni. A mozgalom minden fogva tartott nemzet képviselőiből állt, a német, magyar, osztrák, orosz, lengyel, cseh, szlovák ellenállók figyelmet fordítottak rá, hogy minden nemzet ünnepeit megtartsák. 1944 tavaszától 20 ezer zsidót hoztak, az összlétszám 40 ezerre, majd 110 ezerre nőtt. A foglyokat összezsúfolták, zsidók ezrei teleltek át sátrakban. Az élelmezés drasztikusan romlott. 1945 áprilisában az SS sikeresen evakuált 28 ezer foglyot, de a tábor teljes kiürítését és az utolsó 20 ezer, főleg zsidó rab elszállítását az ellenállás megakadályozta. Gáti Ödön felelt a fegyverek megszerzésért: Az SS-től alkatrészenként lopták el a fegyvereket és a 6-os barakk padlója alatt kialakított 1,5 m × 1 m × 1,5 m mély gödörben tárolták. Április 11-én, amikor az SS az Appelplatzra kérette a gyerekeket, hogy egy másik táborba szállítsák őket, a foglyok úgy döntöttek , hogy a 800 gyermeket nem adják ki az SS-nek, és megindult a lázadás.
Néhány óra múlva megérkeztek az amerikaiak.

## Magyar foglyok Buchenwaldban

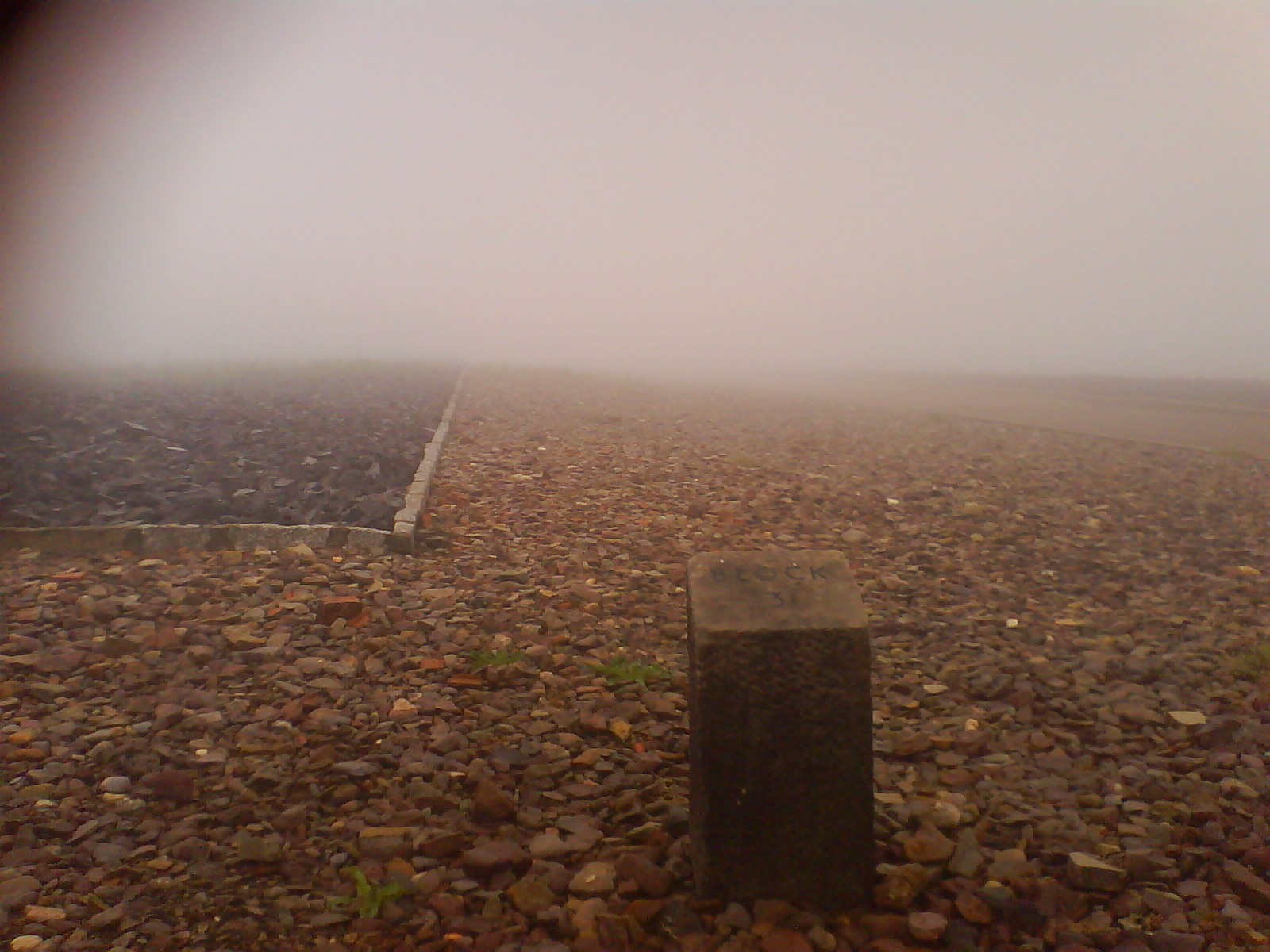
A buchenwaldi Appelplatz 2009-ben

1944 nyarán 10-11 ezer magyar zsidó érkezett Birkenauból Buchenwaldba, köztük – az 1945. április 11-i szabadulásakor 15 éves – Kertész Imre (a későbbi irodalmi Nobel-díjjal kitüntetett író) is. Legtöbbjük nem regisztrált, munkaképes fogoly volt. Az első 2000 magyar zsidó férfi 1944 júniusának elején érkezett. Június 18-án a következő ezer férfi, a hó végén 434 fő, július elején pedig egy 2 ezer fős női transzport érte el Buchenwaldot. Az utóbbiak közül 266 magyar zsidó nő az út során bombázás következtében halt meg. Július közepén két, egyenként 2500 fős magyar transzport jött. A magyar zsidók nagy részét sátrakba zsúfolták, és mindenkinek dolgoznia kellett. 1944 őszén és telén újabb 11 ezer auschwitzi foglyot (köztük több ezer magyar zsidót) vittek Buchenwaldba és altáboraiba. Az utolsók a januári halálmeneteket és többnapos vonatozást túlélve szörnyű állapotban érkeztek. Ilyen volt – a szabadulásakor 16 éves – Elie Wiesel (a későbbi Nobel-békedíjas író) és édesapja, aki az éhség és betegség miatt legyengülve a buchenwaldi kórházban halt meg. 1944 karácsonyán a budapesti Gestapo újabb 1913 zsidót küldött ide. A legalább 15 ezer buchenwaldi magyar zsidó közül ezrek haltak meg.

## A láger a háború után

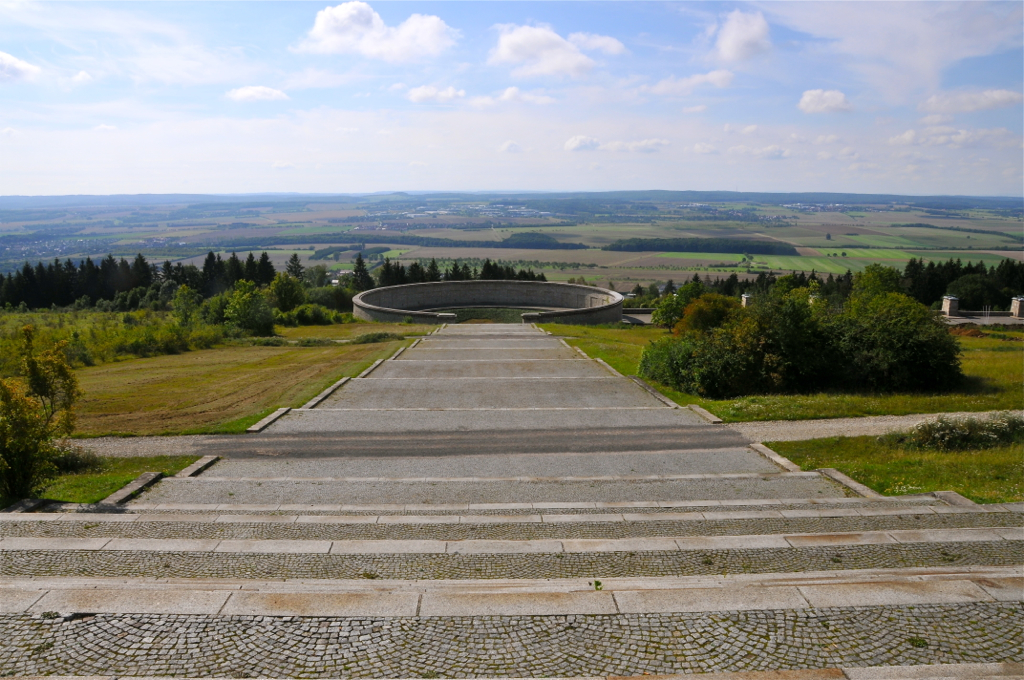
Emlékmű Buchenwaldban (2012)

1945-ig a nácik működtették koncentrációs tábort, 1945-től a szovjetek rendezték be itt a kettes számú különleges tábort, ahol ők viszont a náci bűnösöket gyűjtötték össze – vagy legalábbis azokat, akiket annak véltek. A kettes számú különleges táborban 1945 és 1950 között több tízezer német pusztult el a túlzott munkavégzés, a kínzások, a nyilvános kivégzések, az éhezés, a betegségek és a járványok következtében. A szovjet különleges tábort végül 1950-ben számolták fel, a nemzetközi felháborodásra való tekintettel.
Ma múzeum és emlékhely található itt.

## Buchenwald az irodalomban és filmeken
2002-ben „Hangok Buchenwaldból” (Stimmen aus Buchenwald) címmel antológia jelent meg Göttingenben a buchenwaldi koncentrációs tábort megjártak visszaemlékezéseiből. A kötet 161 írást tartalmaz ismert és ismeretlen szerzőktől. Németországban több recenzió is megjelent a könyvről, amelyekben Primo Levivel, Elie Wiesellel és Kertész Imrével együtt, az ismert szerzők közt sorolják fel a szombathelyi születésű Eugén Heimlert is.
- A Buchenwaldi riadó (Бухенвальдский набат) V. Muradeli – A. Sobolev verse, Kapuvári Béla fordítása[10]

| (oroszul) «Люди мира, на минуту встаньте! Слушайте, слушайте: Гудит со всех сторон – Это раздаётся в Бухенвальде Колокольный звон, Колокольный звон. Это возродилась и окрепла В медном гуле праведная кровь. Это жертвы ожили из пепла И восстали вновь, И восстали, и восстали, И восстали вновь! И восстали, и восстали, И восстали вновь! Сотни тысяч заживо сожжённых Строятся, строятся В шеренги к ряду ряд. Интернациональные колонны С нами говорят, С нами говорят. Слышите громовые раскаты? Это не гроза, не ураган. Это вихрем атомным объятый Стонет океан, Тихий океан. Это стонет, это стонет Тихий океан. Это стонет, это стонет Тихий океан. Люди мира, на минуту встаньте! Слушайте, слушайте: Гудит со всех сторон – Это раздаётся в Бухенвальде Колокольный звон, Колокольный звон. Звон плывёт, плывёт Над всей землёю, И гудит взволнованно эфир: Люди мира, будьте зорче втрое, Берегите мир, берегите мир, Берегите, берегите, Берегите мир! Берегите, берегите, Берегите мир!» | (magyarul)„Álljatok fel emberek egy percre, hallani, hallani, mily átható e hang, Buchenwaldból ím a földre szerte, zeng a vészharang, zeng a vészharang. Zúg, süvölt az érc szavában ébredt, s új erővel élő tiszta vér, milliónyi áldozat a sírból, fölkel, újra él. Álljanak, kik elhamvadtak élve, szörnyű tömb, ha sorba áll e nép, s minden osztag életünket féltve így kiállt felénk: halld meg ember, mint dörög fel újra, nem vihar zúg, nem a hurrikán, pusztító atomviharba fúlva, nyög a rettegő Csendes-óceán. Álljatok fel emberek egy percre. Hallani, mily átható e hang, Buchenwaldból ím a földre szerte zeng a vészharang. Zúg, süvölt ma mindenütt az éter, vészharangja nem nyugodhat el, Föld lakója légy ezerszer éber! Sorsod óvni kell, békéd óvnod kell, most a békét újra óvnod kell!” |
| | |

- Kertész Imre: Sorstalanság
- Kroó László: Bölcsőm, Koporsóm Buchenwald

## Híres foglyok
- Bruno Apitz, író (regénye: Nackt unter Wölfen)
- Bruno Bettelheim, osztrák gyermekpszichológus
- Elie Wiesel, erdélyi származású amerikai író, politikai aktivista, 1986-ban Nobel-békedíjat kapott.
- Ernst Thälmann, a KPD (Német Kommunista Párt) elnöke, akit 1944. augusztus 18-án, közvetlenül beszállítása után agyonlőttek és holttestét elégették
- Édouard Daladier francia miniszterelnök
- Forest Yeo-Thomas, Ian Fleming James Bondját ihlető brit alezredes[12]
- Gáti Ödön eredeti nevén Grossman, a buchenwaldi ellenállási mozgalom egyik vezetője, a NÜB elnöke, a MEASZ főtitkára (1913-1978)
- Heinar Kipphardt, drámaíró
- Heinrich Tischler, német festőművész
- Herbert Zipper, osztrák zeneszerző
- Hermann Leopoldi, osztrák zeneszerző, később megírja a "Buchenwaldi melódia" c. művét
- Israel Meir Lau, lengyel származású, volt izraeli askenáz főrabbi, Tel-Aviv főrabbija, a Yad Vasem múzeum elnöke
- Jacques Lusseyran, francia író, filozófus, egyetemi tanár, könyveiben részletesen is beszámol Buchenwaldról
- Jean Améry, osztrák író
- Jorge Semprún, spanyol író
- Kertész Imre, magyar író, 2002-ben irodalmi Nobel-díjat kapott a Sorstalanság című művéért
- Kolonits Ferenc, magyar szociáldemokrata és ellenálló antifasiszta
- Léon Blum, francia szocialista politikus, miniszterelnök
- Mafalda di Savoya hercegnő, III. Viktor Emánuel olasz király leánya
- Paul Rassinier, francia szocialista és ellenálló, holokauszttagadó[13]
- Robert Clary francia színész
- Walter Wolf (KPD), az első türingiai miniszter
- Willem Drees, Hollandia 1948-1958 közötti munkáspárti miniszterelnöke
- Willi Bleicher, az IG-Metall (egy német szakszervezet) vezetője
- William Katz (Wilhelm Katz), zsidó teológus

### Angol nyelven
- Tour of Buchenwald Concentration Camp Archiválva 2016. március 5-i dátummal a Wayback Machine-ben
- Buchenwald: History & Overview

### Német nyelven
- Stiftung Gedenkstätten Buchenwald und Mittelbau-Dora
- Exkursionsbericht eines privaten Gymnasiums (Bilder etc.)[halott link]
- Willi Bleicher, sein Wirken als Widerstandskämpfer
- Lagergemeinschaft Buchenwald-Dora / Freundeskreis e.V.
- Die Befreiung des KZ Buchenwald
- Jehovas Zeugen im KZ Buchenwald
- Stiftung „Erinnerung, Verantwortung, Zukunft“
- Fotoarchiv Buchenwald Archiválva 2007. június 9-i dátummal a Wayback Machine-ben (siehe auch Berichterstattung in der Zeitschrift Der Spiegel zu diesem Archiv )

### Magyarul
- Koncentrációs tábor.lap.hu – linkgyűjtemény
- Kádár Gábor – Vági Zoltán: Magyarok a német koncentrációs táborokban
- Domán Ernő: "...már nincs többé szükség a kakasra a népek között, és így levágják őket bűnbaknak". Buchenwaldi héber (nyelv)emlék; ford. Domán István / Domán István: Ráv Élijahu Domán élete; utószó Kőbányai János; Múlt és Jövő, Budapest, 2004
- Buchenwald elfeledett asszonyai; kurátor Rikola-Gunnar Lüttgenau; Tudomány, Budapest, 2008
- Berkovits Yehuda: Néhány "élményem" Birkenautól Buchenwaldig; Segítség az Élethez Alapítvány, Budapest, 2014

### Képek a buchenwaldi emlékműről
- Buchenwald concentration camp memorial Archiválva 2015. július 10-i dátummal a Wayback Machine-ben
- Memorials to the Dead in Buchenwald[halott link]
- Buchenwald Memorial II